# По жизненному пути
«По жизненному пути» (чув. Пурнӑҫ ҫулӗпе) — общественно-политическая газета Аликовского района Чувашской республики. Газета выходит 2 раза в неделю объёмом 12 листов формата А3. Тираж — 3000 экз. Распространяется по подписке.
Учредители: Министерство информационной политики и массовых коммуникаций Чувашской Республики и автономное учреждение «Редакция Аликовской районной газеты „Пурнӑҫ ҫулӗпе“ Мининформполитики Чувашии».

## История
Первый номер газеты вышел в свет 4 августа 1932 года под названием «Колхозная газета» (чув. «Колхоз хаҫачӗ»). Первым её редактором был заведующий отделом культуры и пропаганды райкома КПСС Тимофей Золотов. Газета издавалась малым форматом три раза в неделю. В редакции работали два штатных сотрудника — редактор и ответственный редактор. В 1963 году в связи с административно-территориальной реорганизацией в ЧАССР газета прекратила работу.
В 1965 году после воссоздания Аликовского района Чувашской АССР издание возобновило работу, но уже под именем «По ленинскому пути» (чув. «Ленин ҫулӗпе»).
С 14 сентября 1996 года до сего дня газета издаётся под именем «По жизненному пути» (чув. «Пурнӑҫ ҫулӗпе»).
10 августа 2007 года прошли праздничные мероприятия, посвящённые юбилею газеты, отмеченные на уровне правительства Чувашии.

## Редакторы
Первым редактором газеты стал Тимофей Яковлевич Золотов. После него должность руководителя занимали Степанов А. С. (1933), Меценатова П. С. (1933—1937 гг.), Куравлев В. П. (1937—1938 гг.), Тихонов И. Т. (1938—1940, 1947—1951 гг.), Саперкин С. Ф. (1940—1944 гг.), Лисин Х. И. (1944—1947 гг.), Мешков А. Н. (1951—1955, 1957—1958 гг.), Петров И. П. (1955—1956 гг.), Чирков И. А. (1956—1957 гг.), Соловьев П. Н. (1961—1962 гг.), Кустиков А. Г. (1958—1961, 1965—1986 гг.), Владимиров Л. М. (1986—1993 гг.), Степанов В. Ф. (1994—1996 гг.), Тимофеева Е. С. (1996—1998 гг.), Корнилов Ю. Л. (1998—2014 гг.).